# 아르파드
아르파드(헝가리어: Árpád, 헝가리어 발음: [ˈaːrpaːd]; 845년 경 ~ 907년 경)는 9세기 말 10세기 초 마자르족 연합의 수장이다. 그는 마자르족의 종교 지도자인 켄데(kende)였거나 군사 지배자인 쥴러(gyula)였던 것으로 사료되지만, 그의 생애에 관한 세부 정보는 여러 자료들이 서로 상반되는 정보를 담고있는 고로 역사가들의 논쟁거리가 되고 있다. 그럼에도 불구하고 많은 헝가리인들은 그를 “조국의 설립자”로 부르며, 마자르족의 카르파티아 분지 정복에 있어 아르파드가 한 역할은 그 후의 몇몇 연대기들에서 강조되었다. 아르파드부터 이어진 아르파드 왕조는 1301년까지 헝가리 왕국을 통치하였다.
헝가리 대공국이 비잔티움 제국과의 동맹 관계를 수립한 이후에 불가리아 제1제국을 공격했지만 패배하고 만다. 헝가리인들이 페체네그인의 공격을 받은 이후에는 서쪽으로 이동했고 895년부터 896년까지 도나우강 중류에 위치한 판노니아 평원을 정복했다. 판노니아 평원에 정착한 헝가리인들은 이 곳을 본거지로 삼았고 바이에른, 작센, 롬바르디아, 대모라바 왕국 원정에 나섰다. 그의 공작위는 아들인 졸탄이 승계받았다고 하지만 확실하지는 않다.

## 생애
아르파드는 마자르 연대기에서 마자르족 연합체의 첫 수장으로 언급되는 알모시(Álmos)의 아들이다. 그의 모친의 이름과 가문은 미상이다. 사학자 쥴러 크리스토(Gyula Kristó)에 따르면, 아르파드는 845년 경 태어났다. 그의 이름은 튀르크 기원의 헝가리 단어로 보리를 뜻하는 아르퍼(árpa)에서 유래하였다. 비잔티움 황제 콘스탄티노스 7세 포르피로옌니토스(913년~959년 재위)는 마자르족에 대해 아르파드 전까지 “어떠한 시기에도 군주가 없었다”고 말하나, 이것은 마자르 연대기에서 아르파드의 부친에관해 언급된 것과는 상반되는 내용이다.
포르피로옌니토스의 서술에서는 하자르 카간이 마자르족에 대한 그의 종주권을 강화하기 위해 마자르족의 중앙집권화를 촉발시켰다고 쓰여있다. 그러기 위해 카간은 첫번째로 마자르족 통솔을 위해 레베디(Levedi)라는 족장을 임명했다. 하지만 레베디는 이 임명을 거부했고 알모스나 아르파드가 그 대신 그 자리에 올라야 한다고 제안했다. 카간은 레베디가 제안한대로 마자르족에게 제안했는데, 그들은 아르파드를 알모스보다 선호했는데 아르파드는 그의 용맹함과 지혜, 그리고 좋은 조언가라는 점에서 크게 인정받았으며, 족장이라는 역할에 적절하다고 여겨졌기 때문이다. 이후, 아르파드는 방패 위로 올라가며 ‘하자르의 관습에 따른 군주’가 되었다. 콘스탄티누스 포르피로옌니토스는 아르파드를 “튀르크(마자르를 뜻함)의 대군주”(그리스어: ὁ μέγας Τουρκίας ἄρχων)로 언급했다.
아르파드의 선출에 대해 비잔티움 황제가 서술한 기록의 신뢰성은 현대 사학자들에 있어 의견이 분분하다. 예를 들자면, 빅토르 스피네이는 이 기록을 “확실치 않을 뿐더러 거의 신뢰할 수 없다”고 말하고 있으나, 언드라스 로너-터스는 기록의 주요 부분들은 믿을만 하다고 서술하였다. 후자의 사학자들은 아르파드의 선출이 레베디에게 종교 지도자(kende) 직위를 포기하게 한 알모스에 의해 이루어졌다고 덧붙이기도 한다. 그런 고로, 로너-타스의 관점에서 보자면 아르파드는 그의 아버지의 직위인 실실적인 마자르족 수장, 즉 군사 지배자(gyula)역을 유지하게 하고자 레베디의 뒤를 이어 종교 지도자가 되었다.

### 헝가리 정복을 향해
아르파드의 생애에 대한 가장 오래된 믿을만한 자료는 10세기 초의 기록인 수도사 죄르지의 연대기 속편이다. 이 기록에서는 비잔티움 황제인 현제 레온 6세(886년 ~ 912년 재위)가 894년 혹은 895년 마자르족에게 니케타스 스클레루스를 마자르족에게 외교 사절로써 보내어 “선물을 주어” 그들을 불가리아 제국에 맞서게 하고자 하였다고 서술되어 있다. 스클레루스는 다뉴브 강 하류에서 마자르족의 두 지도자, 아르파드와 쿠르산을 만났다. 스클레루스의 임무는 성공했다. 마자르족의 군대는 이내 비잔티움 선박에 타서 다뉴브 강을 건너 불가리아를 적대했다. 포르피로옌니토스의 기록에 삽입된 부분은 마자르족 군대가 아르파드의 아들인 리윈티커(Liüntika)의 지휘 하에 있었다고 주장한다.
스클레루스와의 교섭에 있어 보인 아르파드와 쿠르산의 위계관계에 대해서는 사학자들이 논쟁 중이다. 스피네이는 아르파드가 군사 지배자이고 쿠르산은 종교 지도자라고 주장하나, 반대로 크리스토는 쿠르산이 군사 지배자이고 아르파드는 종교 지도자인 그의 아버지를 대표했다고 말한다.

## 같이 보기
- 헝가리의 역사